# 조반니 레오니
조반니 레오니(이탈리아어: Giovanni Leoni, 2006년 12월 21일 ~ )는 이탈리아의 축구 선수이다. 그의 포지션은 중앙 수비수로, 현재 잉글랜드 프리미어리그의 리버풀에서 활약하고 있다.

## 클럽 경력

### 초기 경력
레오니는 로마에서 태어나 5살 때 파도바로 이사했다. 그는 비곤티나에서 경력을 시작한 후 치타델라로 이적했고, 그 후 파도바에서 유소년 팀을 졸업했다. 2023년 3월 19일, 그는 3-2으로 이긴 알비노레페와의 세리에 C 경기에서 후반 교체 투입되어 파도바 소속으로 16세 3개월의 나이로 최연소 프로 데뷔전을 치렀다. 2024년 2월 1일, 그는 €1.5M의 완전 영입 옵션과 함께 2026년 6월까지 삼프도리아로 임대 이적했다. 2024년 6월 25일, 그는 삼프도리아와 3년 계약을 맺으며 완전 이적했다.
2024년 8월 27일, 레오니는 세리에 A의 파르마와 계약을 맺고 이적했다.

### 리버풀
2025년 8월 15일, 레오니는 프리미어리그의 리버풀과 계약을 맺고 이적했다. 언론 보도에 따르면 이적료는 £26m이다.

## 국가대표팀 경력
레오니는 이탈리아를 대표하는 청소년 국가대표팀 선수로 2024년 3월, 이탈리아 U-17 대표팀에 선발되었다.

## 플레이스타일
키가 크고 강하며 양발을 모두 사용할 수 있는 중앙 수비수인 레오니는 3백에서 중앙이나 오른쪽 포지션에서 모두 활약할 수 있다. 그는 매우 민첩하며 헤딩 기술이 뛰어나며, 현대적인 수비수로 빌드업에 능숙하며 전술적으로 공간을 커버하는 데도 탁월하다.